# Milánské žebrování
Milánské žebrování

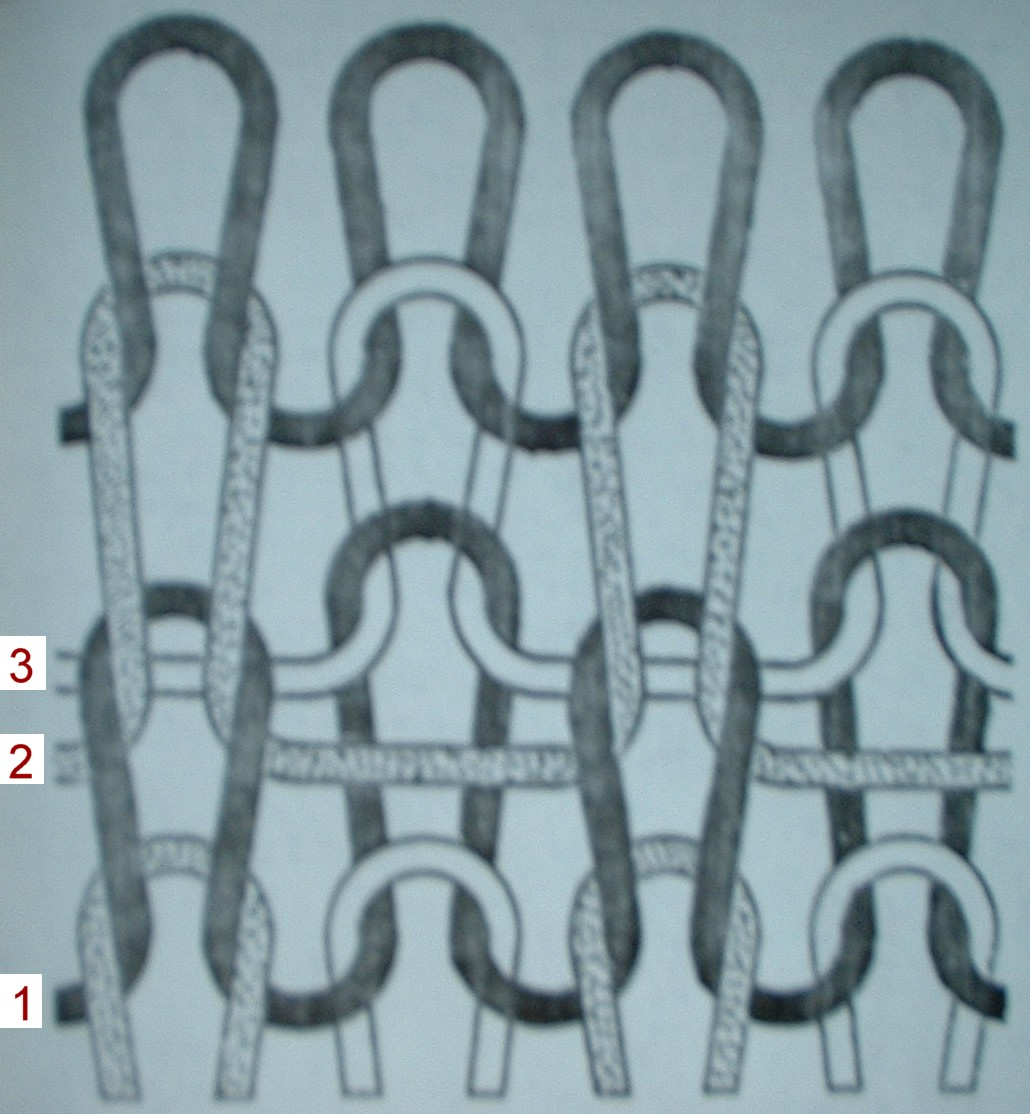
Schéma vazby milánského žebrování

je vazba zátažných obourubních pletenin, která se tvoří vzájemným provázáním tří řádků pleteniny.

## Technika milánského žebrování
Pletenina se dá zhotovit
- na okrouhlých strojích s jehlami na válci a na talíři i
- na plochých strojích se dvěma jehelními lůžky

Vazba vzniká ve třířádkovém cyklu (viz nákres vpravo):
Na 1. řádku pracují všechny jehly válce i talíře (resp. předního a zadního lůžka na plochých strojích)
2.	řádek se tvoří jen jehlami válce (resp.	předního lůžka)
3.	řádek se tvoří  jen jehlami talíře (resp.	zadního lůžka)
Očka 2. a 3. řádku vytvářejí na obou stranách pleteniny jemné příčné žebrování.

- Poloviční milano se tvoří kombinací dvou řádků pleteniny. V 1. řádku jsou v činnosti všechny jehly a  2. řádek tvoří jen jehly válce resp. (na plochých strojích) jehly předního lůžka. Pleteniny z polovičního milána mají oproti plnému milánu poněkud nevyrovnanou strukturu, vazba se používá většinou na svetry z hrubších přízí.[3]

## Druhy a vlastnosti pletenin s milánským žebrováním
- Oděvní pleteniny z milána se vyrábí z nejčastěji ze směsi umělých vláken (např. polyester/viskóza/elastan), obvykle lehké, s nižší hustotou, hladkou strukturou, dobře splývají, jsou roztažnější po délce než po šířce, sotva páratelné. Použití: svetry, šaty, límce[4] [5]
- Technické pleteniny z milána byly použity např. v úspěšných pokusech jako výztuž kompozitů  na elektromagnetické stíniče ve stavebnictví.[6]